# قائمة كتب السحر العربية
كتب السحر العربية هي مجموعة من المخطوطات وكتب المخطوطات التي تم إعادة طباعتها حديثا. تتناول هذه الكتب غالبا أعمال السحر والشعوذة كما أن لها رواجًا والمؤمنين بمصداقيتها تماما مثل عشاق الفن والشعر ونحوه. اختلفت الآراء الدينية لدى المسلمين والمسيحين وكذلك اليهود حول هذه الكتب وذهب أغلبهم بتحريمها إما لأنها برأيهم كتب ذات تأثير سحري أو لأنها تدخل ضمن القول «مسخطة للرب مضيعة للوقت منفذة للمال».
من هذه الكتب «شمس المعارف الكبرى» والذي يعتبر من أشهرها وأكثرها رواجا في سوق كتب السحر العربية.

## بعض الكتب
هنا قائمة ببعض الكتب المستعملة في السحر:
- شمس المعارف الكبرى.-أبو العباس أحمد البوني
- شمس المعارف الصغرى.أبو العباس أحمد البوني
- خمائر السرائر الإلهية في بواهر ايات الجواهر الفوثية
- شرح الملخص في الحيات
- الدر المنظوم و خلاصة السر المكتوم
- الأوفاق
- كشف الكروب
- الكهانة العربية قبل الإسلام
- كشف الأسرار المخفية
- تسخير الشياطين في وصال العاشقين.
- السحر العظيم. عبد الفتاح الطوخي
- المندل والخاتم السليماني والعلم الروحاني.
- تسخير الجان لمنفعة الإنسان.
- اللؤلؤ والمرجان في تسخير ملوك الجان
- شرح العهد القديم.
- منبع أصول الحكمة. أبو العباس أحمد بن على البوني المالكي
- مرشد الإنسان إلى رؤية الجان.
- السحر الأحمر عبد الفتاح الطوخي -الطبعة الأولى القاهرة
- البداية والنهاية (ينبغي التفريق بين هذا الكتاب وكتاب ابن كثير «البداية والنهاية»).
- سحر الكهان في حضور الجان. عبد الفتاح الطوخي
- سحر بارنوخ. عبد الفتاح الطوخي -الطبعة الأولى القاهرة
- الفتوح الرباني.
- اسم الله الأعظم. بعد الفتاح الطوخي -الطبعة الأولى القاهرة
- سحر هاروت وماروت في الألعاب السحرية.-عبد الفتاح الطوخي -الطبعة الأولى القاهرة
- إغاثة المظلوم في كشف أسرار العلوم.-عبد الفتاح الطوخي
- السر المكشوف في طب الحروف.
- رسائل ابن عربي وابن سينا.
- منبع أصول الرمل المسمى «الدرة البهية في العلوم الرملية»
- الأصول والوصول في علم الرمل.
- نهاية العمل في علم الرمل.
- بلوغ الأمل في علم الرمل.
- مدهش الألباب في أسرار الحروف وعجائب الحساب.
- هداية العباد في أسرار الحروف والأعداد. عبد الفتاح الطوخي
- الولاية الإلهية والعلوم اللندنية.
- شفاء العليل وتسهيل العسير في أسرار مزامير داوود.
- أحكام الحكيم في علم التنجيم.
- البيان في علم الكتشينة والفنجان.
- القواعد الفلكية في عمل النتائج السنوية.
- سر الأسرار في علوم الأخيار.
- الكبريت الأحمر والسر الأفخر والدر الجوهر.
- سحر الأنوار وجامع الأسرار.
- شموس الأنوار وكنوز الأسرار الكبرى. -التلمساني المغربي
- مجموعة ابن سينا.
- الجواهر اللامعة في استحضار ملوك الجن في الوقت والساعة.
- الطب الروحاني للجسم الإنساني.
- السر الجليل في خواص حسبنا الله ونعم الوكيل، المسمى «الجواهر المصونة واللآلئ المكنونة»
- مجموعة ساعة الخبر.
- رسائل ابن سبعين.
- مفاتيح الكنوز في حل الطلاسم والحروف.
- الدر المنظوم وخلاصة السر المكتوم
- الجفر الجامع والنور اللامع.
- الرحمة في الطب والحكمة.
- كتاب الأجناس آصف بن برخيا.
- غاية الحكيم – المجريطي.